# Cortigiano

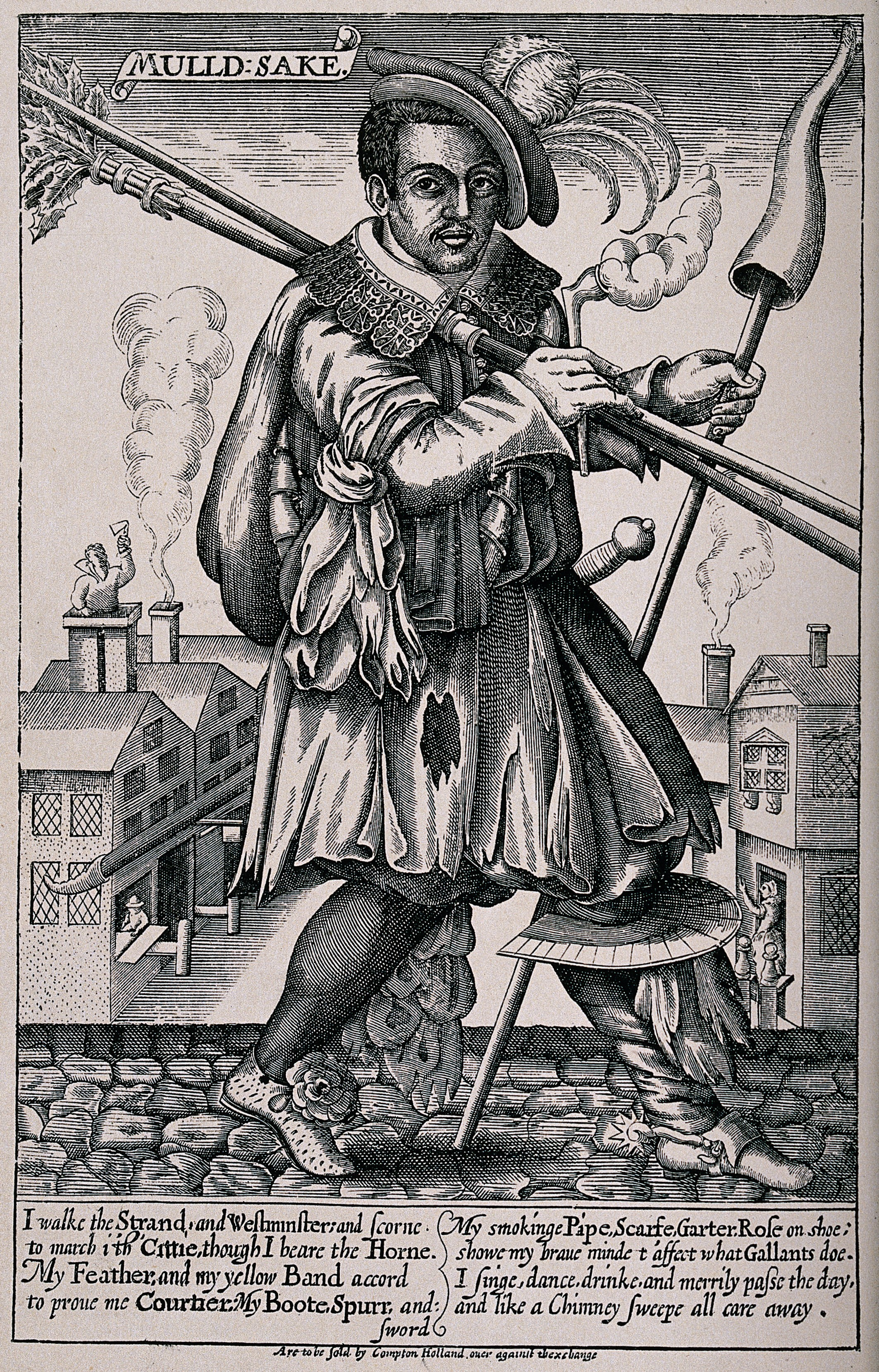
Cortigiano in un'incisione

Con l'aggettivo cortigiano ci si riferisce a tutto ciò che è relativo a una corte, alla vita di corte (per es.: cerimonia cortigiana, poesia cortigiana). La parola può anche essere sostantivo, e in tal caso individua chi vive presso una corte; il termine valletto viene spesso impiegato come sinonimo, soprattutto se si tratta di una persona giovane. Il termine cortigiana viene anche utilizzato in epoca moderna per riferirsi a donne praticanti il mestiere della prostituzione.

## Storia

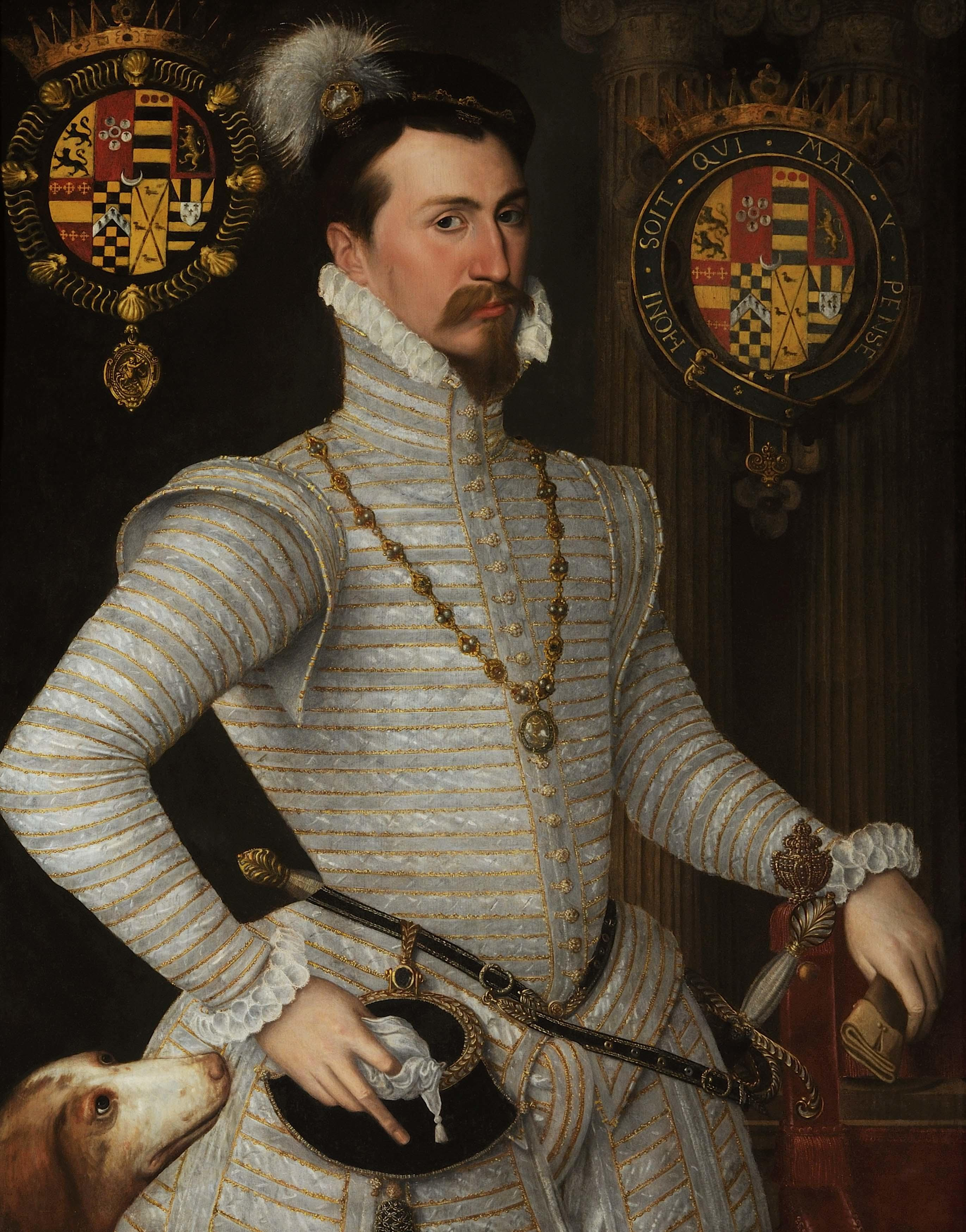
Robert Dudley, I conte di Leicester, cortigiano e favorito della regina Elisabetta I d'Inghilterra

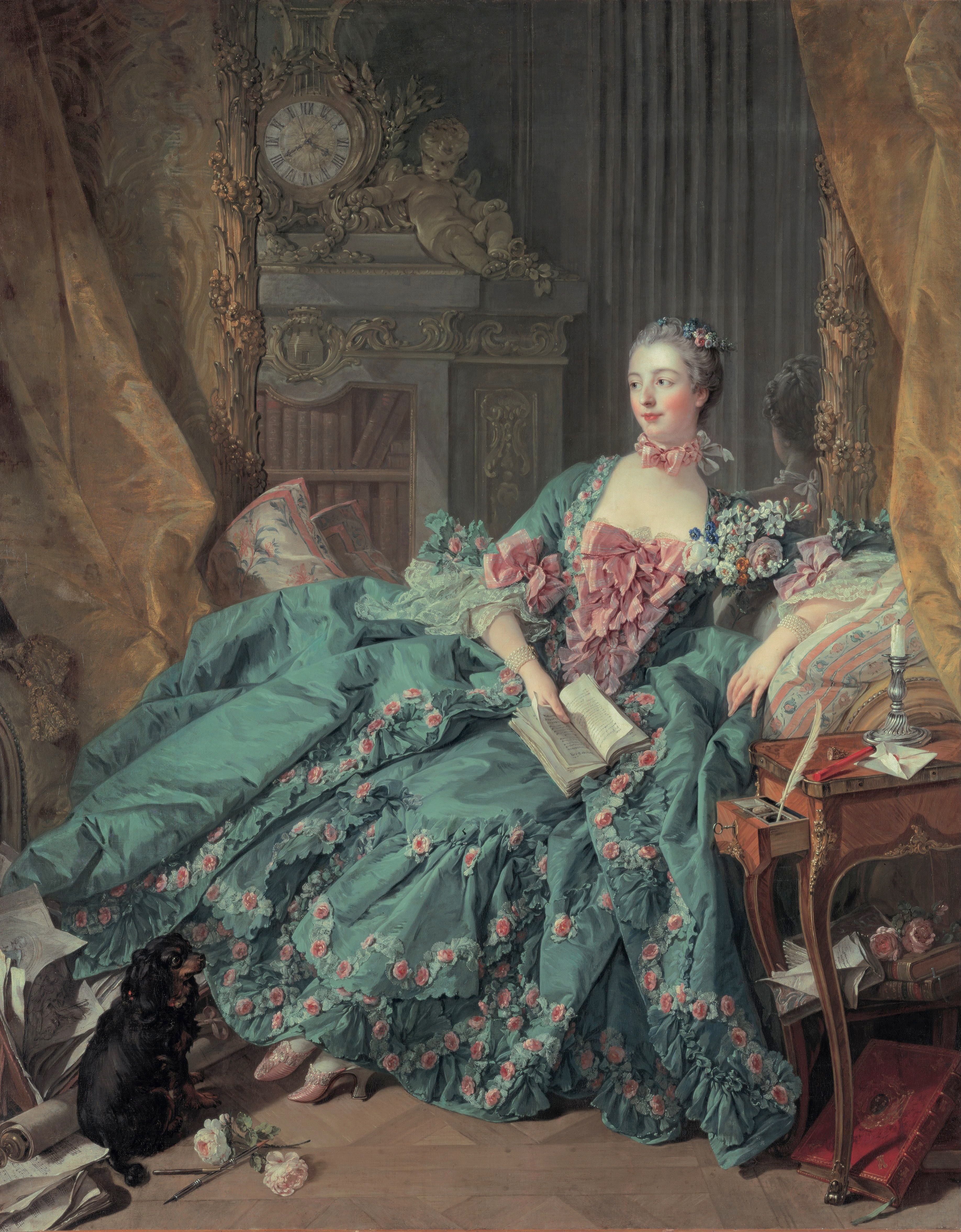
Madame de Pompadour, favorita del re Luigi XV di Francia

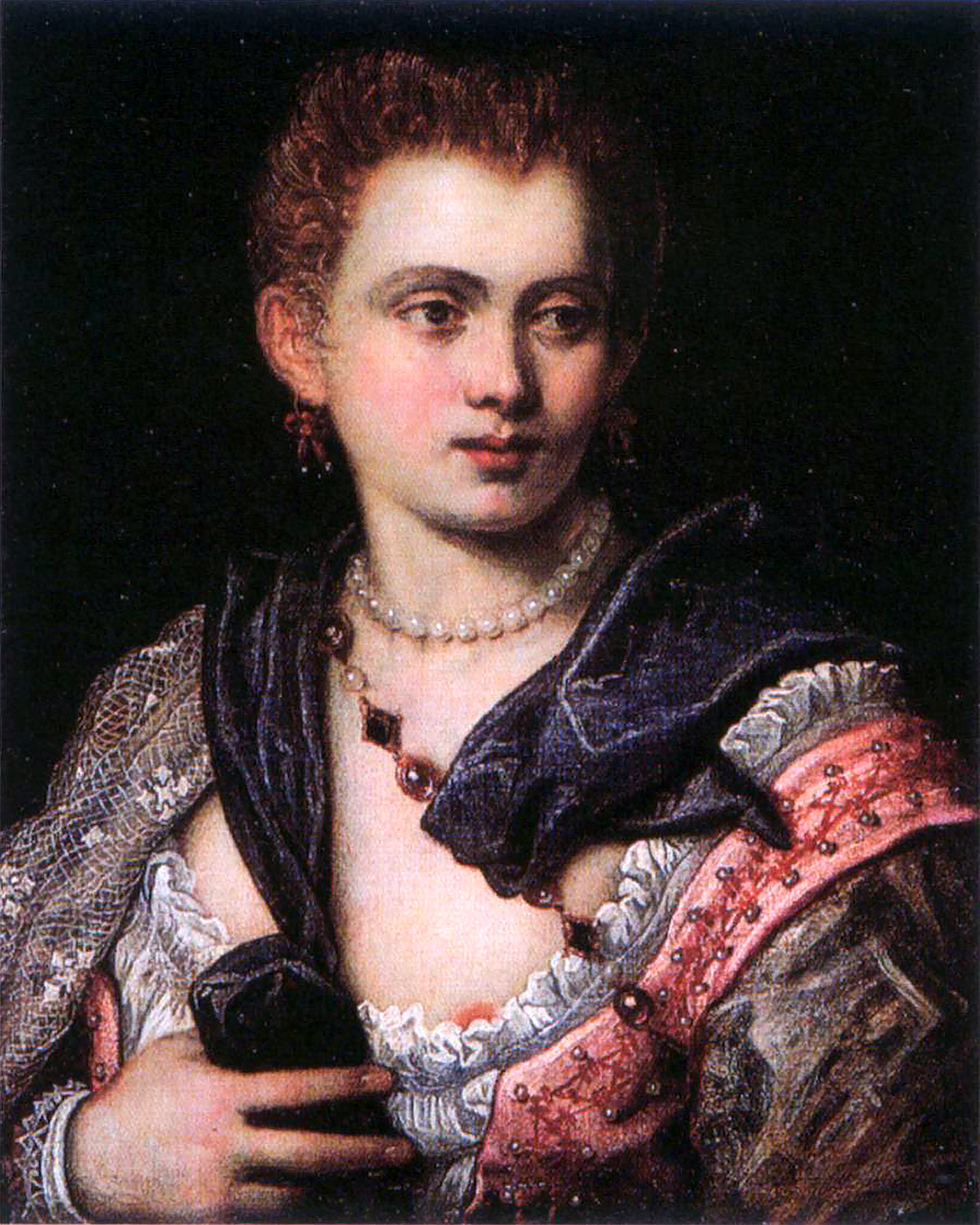
Veronica Franco, cortigiana e poetessa veneziana del XVI secolo

Nel Rinascimento il sostantivo indica il gentiluomo di corte. Poteva essere un nobiluomo, ma anche un uomo di religione o un soldato, che a corte rivestiva l'incarico di consigliere, di collaboratore e simili. Non a caso l'espressione "far la corte" è un calco sul francese faire la cour col significato originario di "formare un gruppo che sta intorno a un personaggio importante".
Il cortigiano aveva attributi culturali e morali propri, che furono definiti e codificati in modo compiuto nel Libro del Cortegiano di Baldassarre Castiglione. Si riscontra qualche familiarità con la figura del parassito della Grecia classica. Il termine "corte" può indicare un gruppo di persone che stanno attorno a un personaggio importante adulandolo e ricercandone i favori, mentre il "cortigiano" è passato ad indicare un adulatore; un ipocrita, un intrigante.
Nell'Europa rinascimentale, il ruolo del cortigiano mescolava l'aspetto "professionale" con quello personale, dato che le amicizie e le alleanze politiche venivano strette a corte. In modo particolare, essendo i matrimoni fra nobili e regnanti generalmente combinati per ragioni politiche, era molto comune che gli sposi vivessero vite separate e cercassero affetto e amore fra chi viveva a corte. In tal modo emerge una potenziale ambiguità del ruolo del cortigiano precisamente nella figura del "favorito", che può andare a indicare "l'amico più intimo" di un regnante, sia esso uomo o donna. La figura veneziana del cicisbeo e quella francese del chevalier servant non è molto lontana da quella del favorito. Forse lo slittamento semantico dell'espressione "far la corte" nel senso di rivolgere attenzioni e gentilezze a una persona per cercare di conquistarne l'affetto o l'amore è dovuto proprio alle dinamiche in atto nelle corti rinascimentali.
La versione femminile del cortigiano, ossia la cortigiana, era anch'essa in origine una gentildonna che faceva parte di una corte, ma la sua figura ha risentito in modo molto più pesante dell'ambiguità di natura sessuale. Nel Rinascimento il significato del termine passò poco per volta ad indicare l'amante del signore della corte, una "donna colta e indipendente, di costumi liberi", fino a una prostituta di professione nelle corti. Già Baldassarre Castiglione, nel suo Libro del Cortegiano, usa la perifrasi "donna di palazzo" per indicare la gentildonna che aveva le stesse funzioni del cortigiano.
La società rinascimentale di Venezia riconosceva due diversi tipi di cortigiane: la cortigiana di lume, una cortigiana dei ceti bassi simile alle moderne comuni prostitute, e la cortigiana onesta, spesso donna estremamente colta, artista e letterata, i cui rapporti con gli uomini andavano ben oltre il rapporto sessuale e che può essere in parte paragonabile alla figura greca dell'etera e a quella giapponese dell'oiran. Il Catalogo di tutte le principale et più honorate cortigiane di Venezia era un elenco che forniva il nome, l'indirizzo e le tariffe delle cortigiane più in vista della città. Un celebre esempio di cortigiana onesta fu Veronica Franco. Ma probabilmente la più famosa di tutte fu Imperia. L'ostracismo sociale si faceva periodicamente sentire, in quanto non era raro che le cortigiane venissero accusate di stregoneria e per questo processate dall'Inquisizione.
(Olivia Trioschi, Poesia cortigiana e lirica d'amore nel Rinascimento italiano)
Il termine viene usato per indicare una prostituta d'alto rango, che frequenta uomini abbienti ed ambienti elevati.

## I cortigiani e le cortigiane nell'arte e nella letteratura

### I Dialoghi delle cortigianedi Luciano di Samosata
In numero di quindici, ognuno di questi dialoghi ha per interlocutori due diverse cortigiane che si confidano tra loro.

### Il Libro del Cortegianodi Baldassarre Castiglione
Il Cortegiano, scritto nel 1513-18 da Baldassarre Castiglione, fu pubblicato nel 1528. Ha la forma di un dialogo in quattro libri, ed è ambientato alla corte di Urbino nel 1507: mentre il duca Guidubaldo, malato, è nelle sue stanze, la duchessa Elisabetta e la signora Emilia Pio guidano una conversazione mondana a cui partecipano tutti i più illustri personaggi che allora frequentavano Urbino: Ludovico di Canossa, Ottaviano e Federigo Fregoso, Giuliano de' Medici, Cesare Gonzaga, Bernardo Dovizi da Bibbiena, Pietro Bembo e altri. 
Si tratta della trattazione, in forma dialogata, di quali siano gli atteggiamenti più consoni a un uomo di corte e a una "dama di palazzo". Nel signorile ambiente della corte di Urbino si svolgono, in quattro serate, dei dialoghi in cui si disegna l'ideale figura del perfetto cortigiano: nobile di stirpe, vigoroso, esperto delle armi, musico, amante delle arti figurative, capace di comporre versi, arguto nella conversazione.
Tutto il suo comportamento doveva dare impressione di grazia ed eleganza. Simile a lui la perfetta "dama di palazzo". Entrambi liberi dalle passioni amorose e devoti di quell'amore, da Castiglione stesso sperimentato per Isabella d'Este, che trapassa dalla bellezza fisica al la contemplazione della bellezza morale, che trascende l'umano. Trattato edonistico tendente a ricamare un ideale di vita, nel momento in cui altre erano le regole seguite dai prìncipi sia nella pratica quotidiana che in quella volta alla conquista e all'ampliamento del potere (vedi Machiavelli), nel momento in cui cioè era esclusa qualsiasi possibilità di direttiva o di inter- vento da parte di altri che non fosse il singolo signore nel disporre della morale e della prassi politica. E non a caso scritto da un funzionario vissuto a contatto con gli ambienti del nord Italia (più difficile sarebbe stato per un fiorentino, in quegli stessi tempi, occuparsi di un campo come questo), dove il fenomeno della signoria era consolidato da più tempo.
Non è un trattato solo di comportamento, anche se non mancano echi dei trattati quattrocenteschi del genere, ma stilizzazione di quella società aristocratica che nei fatti si mostrava poi, necessariamente, diversa e contraddittoria. Serve così a comprendere non una realtà d'epoca, ma le aspirazioni di una classe a una vita contraddistinta da un elegante ordine razionale, una idea di bellezza che desse alla vicenda terrena un significato superiore ed eterno. Il trattato ebbe immediata e generale fortuna in Europa. E servì da modello, anche come prosa. Benché non conforme ai precetti di Pietro Bembo anche nella prosa si espone nel "Cortigiano" un ideale di compostezza armoniosa: elevatezza di impianto generale, ricca e fluida, pieghevole a registri diversi di scrittura, tonalità, colore.
Castiglione teorizza quale debba esser l'arte di chi sta a corte descrivendola anzitutto come arte della conversazione:
In pochi (forse anzi nessuno) posseggono la "cortegianeria" naturalmente, giacché in pochi son dotati dell'arte di inanellare piacevolmente motti di spirito e giochi di parole, ed è per questo ch’essa dev’essere acquisita con arte; ma se è frutto di uno sforzo e deve presentarsi come graziosa, ne segue che lo sforzo che la produce deve essere celato, perché esso non è piacevole a vedersi: la sprezzatura è appunto l'arte di celare l'arte, l'artifizio di dissimulare la simulazione, il far comparire la grazia ma non lo sforzo che l'ha prodotta. In altri termini, la grazia deve diventare come una seconda natura e in chi non la possiede per natura (cioè nella maggioranza dei casi) essa è frutto di calcolo e di simulazione, ma ciononostante deve apparire come se fosse dote naturale»
Ne consegue che una virtù fondamentale del cortigiano, secondo Castiglione, è la "sprezzatura":

### La Cortigianadi Pietro Aretino
La cortigiana è una commedia in prosa in cinque atti di Pietro Aretino, composta in prima stesura a Roma tra il febbraio ed il luglio del 1525. La commedia venne poi riscritta e data alle stampe in seconda stesura a Venezia nel 1534.

### Figure secondarie di cortigiani nella letteratura

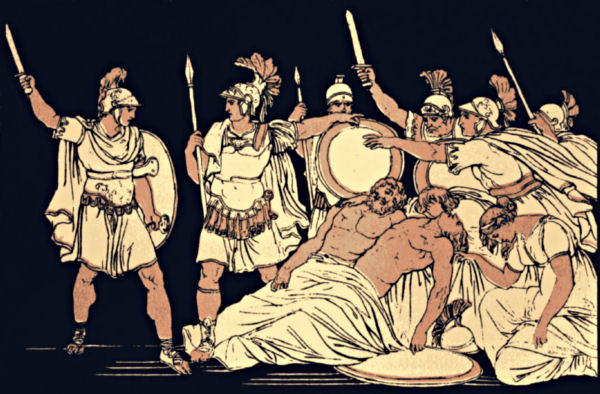
Turno col cadavere di Almone, incisione di Bartolomeo Pinelli

- l'omerico Ippocoonte, consigliere del giovane re tracio Reso (di cui è anche cugino) nell'Iliade
- i virgiliani Almone, giovane valletto di re Latino, e suo padre Tirro, custode delle stalle reali, entrambi presenti nell'Eneide
- l'ariostesco Alfeo, giovane guerriero cristiano e medico presso la corte di Carlo Magno nell'Orlando Furioso
- gli shakespeariani Guildernstern e Rozencrantz, giovani valletti in Amleto